# Bolehnečici
Bolehnečici so naselje v Občini Sveti Jurij ob Ščavnici.